# Hjärnskada
En hjärnskada är en störning i hjärnans funktioner. En hjärnskada kan vara medfödd eller förvärvad. Den kan orsakas av till exempel fysiskt våld, infektion, tumör, syrebrist eller förgiftning.